# Spilarctia venata
Spilarctia venata là một loài bướm đêm thuộc phân họ Arctiinae, họ Erebidae.